# PGE Polska Grupa Energetyczna
PGE Polska Grupa Energetyczna (з пол. Польська Енергетична Група) — польська енергетична компанія. Найбільша за доходами, встановленою потужністю виробництва та обсягом виробництва електроенергії вертикально інтегрована енергетична компанія у країні.
Котирується на Варшавській фондовій біржі.
PGE Polska Grupa Energetyczna SA працює як унітарне підприємство.
Суб'єктом, що контролює компанію, є Уряд Польщі, який 2 листопада 2016 року утримував 57,39% акціонерного капіталу. Окрім діяльності центральних та холдингових компаній, основний бізнес PGE SA також включає торгівлю електроенергією та супутніми продуктами. Загальні доходи компанії в 2012 році перевищили 31,9 млрд злотих, виручка від продажів становила більше 30500 млн.

## Структура
До групи PGE входять:
- «PGE Górnictwo i Energetyka Konwencjonalna» у Белхатуві зі статутним капіталом 6 964 382 240,00 злотих, яка включає в себе:
  - дві великі буровугільні шахти: KWB Bełchatów та KWB Turów;
  - чотири ТЕС: дві кам'яновугільних (Dolna Odra i Opole) і дві буровугільних (Турув і Белхатув, яка є найбільшою буровугільною електростанцією у світі);
  - ТЕЦ: ТЕЦ Щецин, EC Kielce, ТЕЦ Краків, ТЕЦ Люблін-Вроткув, EC Rzeszów, EC Gorzów, ТЕЦ Поморяни, три електростанції в межах енергосистем ZEC Bydgoszcz[pl] та Energetyka Boruta.
- «PGE Energia Odnawialna SA» зі штаб-квартирою у Варшаві зі статутним капіталом: 929 218 930,00 PLN, що включає:
  - 36 гідроелектростанцій в тому числі: Жарновецька ГАЕС (оснащена чотирма гідроустановками загальною номінальною потужністю 716 МВт в турбінному та 800 МВт в насосному режимах) і друга за величиною в Польщі ГАЕС Порабка-Зар (з чотирма турбоагрегатами загальною потужністю 500 МВт у турбінному та 540 МВт у насосному режимах);
  - 10 ВЕС: Elektrownia Wiatrowa Kamieńsk, Elektrownia Wiatrowa Resko, Elektrownia Wiatrowa Żuromin, Elektrownia Wiatrowa Pelplin, Elektrownia Wiatrowa Wojciechowo, Elektrownia Wiatrowa Kisielice, Elektrownia Wiatrowa Malbork, Elektrownia Wiatrowa Jagniątkowo, Elektrownia Wiatrowa Resko II i Elektrownia Wiatrowa Lotnisko.
- «PGE Dystrybucja SA» зі штаб-квартирою в Любліні зі статутним капіталом: 9 729 424 160,00 PLN
- «PGE Obrót SA» із зареєстрованим офісом у Ряшеві зі статутним капіталом: 492 640 400,00 PLN
- «PGE Systemy SA» зі штаб-квартирою у Варшаві
- «PGE Dom Maklerski SA» із зареєстрованим офісом у Варшаві
- «PGE EJ 1 Sp. z o. o.» у Варшаві
- «EXATEL SA» (раніше «TEL-ENERGO SA»)
- «PGE Energia Ciepła SA» зі штаб-квартирою у Варшаві.

PGE постачає електроенергію близько 5 млн користувачів. Щорічне виробництво електроенергії становить понад 54 ТВт-год, що становить близько 40% всього польського виробництва. Встановлена потужність понад 12 ГВт.
Група PGE із сучасною структурою існує з 2007 року. Є роботодавцем для понад 41 000 співробітників.

## Власники
Основним акціонером «PGE Polska Grupa Energetyczna SA» є уряд Польщі, який володіє 57,39% акцій компанії. Інші акціонери володіють 42,61% акцій.

## Напрямки діяльності
Діяльність Групи організована у п'яти основних сегментах:
- Традиційна енергетика, яка включає видобуток вуглецевого палива, генерація електроенергії та тепла від традиційних джерел енергії, а також передачу та розподіл тепла
- Відновлювана енергія, яка включає виробництво електроенергії з відновлюваних джерел та насосних акумуляторних електростанціях
- Гуртова торгівля електроенергією та суміжними продуктами
- Розподіл електроенергії
- Роздрібна торгівля електроенергією.

Крім перерахованих вище п'яти основних напрямків діяльності, PGE Group працює в інших сферах, включаючи телекомунікації. До групи також входять компанії, основною діяльністю яких є здійснення стратегічних дій, пов'язаних з підготовкою та реалізацією проекту будівництва АЕС.